# (35395) 1997 XM10
1997 XM10 (asteroide 35395) é um asteroide da cintura principal. Possui uma excentricidade de 0.20484820 e uma inclinação de 2.32145º.
Este asteroide foi descoberto no dia 4 de dezembro de 1997 por Tetsuo Kagawa e Takeshi Urata em Gekko.